# Строберрі (округ Туолемі, Каліфорнія)
Строберрі (англ. Strawberry) — переписна місцевість (CDP) в США, в окрузі Туолемі штату Каліфорнія. Населення — 87 осіб (2020).

## Географія
Строберрі розташоване за координатами 38°11′54″ пн. ш. 120°0′37″ зх. д. / 38.19833° пн. ш. 120.01028° зх. д. (38.198384, -120.010343).  За даними Бюро перепису населення США в 2010 році переписна місцевість мала площу 1,37 км², з яких 1,35 км² — суходіл та 0,02 км² — водойми.

## Демографія
Згідно з переписом 2010 року, у селищі мешкало 86 осіб у 47 домогосподарствах у складі 24 родин. Густота населення становила 63 особи/км².  Було 304 помешкання (222/км²).
Расовий склад населення:
| - 95,3 % — білих - 1,2 % — осіб інших рас |

До двох чи більше рас належало 3,5 %. Частка іспаномовних становила 8,1 % від усіх жителів.
За віковим діапазоном населення розподілялося таким чином: 12,8 % — особи молодші 18 років, 60,5 % — особи у віці 18—64 років, 26,7 % — особи у віці 65 років та старші. Медіана віку мешканця становила 55,7 року. На 100 осіб жіночої статі у селищі припадало 120,5 чоловіків;  на 100 жінок у віці від 18 років та старших — 114,3 чоловіків також старших 18 років.
Цивільне працевлаштоване населення становило 159 осіб. Основні галузі зайнятості: мистецтво, розваги та відпочинок — 50,3 %, освіта, охорона здоров'я та соціальна допомога — 30,8 %, сільське господарство, лісництво, риболовля — 18,9 %.